# アレクサンダー・エドラー・フォン・ダニエルス
アレクサンダー・エドラー・フォン・ダニエルス(Alexander Edler von Daniels 1891年3月17日-1960年1月6日)は、ドイツの軍人。ドイツ国防軍陸軍中将として第二次世界大戦中のスターリングラード攻防戦に参加し、降伏後はドイツ将校同盟の創設に携わった。

## 経歴
ダニエルスは1910年3月1日、中尉として第143アルザス第4歩兵連隊(4. Unter-Elsässische Infanterie-Regiment Nr. 143)に配属され、1913年10月1日から第1大隊の副官に就任している。第一次世界大戦では東部戦線に従軍した。戦争が長引く中、1915年9月9日から10月15日まで中隊長を務めた。その後は法務将校(Gerichtsoffizier)として勤務し、1916年4月30日から終戦まで連隊副官を務めた。第一次世界大戦中に、ダニエルスは二級鉄十字章、一級鉄十字章、ホーエンツォレルン家勲章剣付騎士十字章等を受章した
。
復員後、彼は1919年初頭から2月末まで、かつて率いた機関銃中隊の将兵と共にフライコールの1つであるリヒトシュラーク義勇軍(Freikorps Lichtschlag)に参加し、義勇軍副官を務めた。
1919年9月15日、彼はヴァイマル共和国軍第14歩兵連隊(Reichswehr-Infanterie-Regiment 14)に配属され、1920年末まで同連隊に勤務する。1921年から1933年4月頃まで第18歩兵連隊(18. Infanterie-Regiment)に所属した。第12中隊長を務めたほか、1931年5月からはパーダーボルンの連隊本部などで勤務した。その後、ドレスデン歩兵学校(Infanterieschule Dresden)で1933年4月から1934年1月まで教官として勤務した後、1934年2月には第1歩兵連隊(Infanterie-Regiments 1)第2大隊で大隊長に任命される。しかし同年9月にはその職を退く。1934年10月1日、ケーニヒスベルク歩兵連隊(Infanterie-Regiment Königsberg)の訓練大隊(Ausbildungs-Bataillons)の大隊長に任命され、1935年10月中旬頃まで務めた。1935年10月15日から1938年9月末まで第9機関銃大隊の大隊長を務め、この間に情報将校教育を完了している。1938年10月からは第18歩兵連隊の参謀となり、1938年11月24日から連隊長となる。
第二次世界大戦の勃発と共にフランス侵攻が始まると、ダニエルスの連隊は第6歩兵師団に予備戦力として配置された。1940年春からは連隊を率いて西部戦線に参加し、その後は占領軍として駐屯した。1940年12月10日、第239歩兵連隊(Infanterie-Regiments 239)の連隊長に任命される。同連隊は第106歩兵師団の一部として東部戦線に展開し、ビアウィストック・スモレンスク・ヴャジマと移動し、モスクワを目指した。1942年3月6日には一時的に予備司令官となる。1942年4月1日、第376歩兵師団長に任命される。1942年6月から師団はドン軍集団に配置され、1942年8月にはブラウ作戦に参加した。その後、スターリングラード攻防戦を通じて師団は壊滅し、ダニエルスと連隊の残存部隊は1943年1月31日に第6軍司令部と共に降伏した。
捕虜となった後、自由ドイツ国民委員会のメンバーとなり、副官だったハンス＝ギュンター・ヴァン・ホーヴェン(Hans Günther van Hoove)大佐と共に行政委員会(Presidium)の委員となった。彼はまた、ドイツ将校同盟の創設メンバーでもあった。これを察知したドイツ国防軍最高司令部では、1944年12月23日に彼の軍籍を抹消している。また彼の弟、ヘルベルト・フォン・ダニエルスは武装親衛隊隊員だったが、この「恥」を雪ぐために執行猶予大隊の一員として前線へと送られた。

## 受章
- 二級及び一級鉄十字章(1914年版)
- ホーエンツォレルン家勲章剣付騎士十字章
- 名誉十字章
- 二級及び一級鉄十字章(1939年版)
- 東部戦線従軍記章
- ドイツ十字章金賞:1941年12月15日[4]
- 騎士十字章:1942年12月18日[4]